# Victoria-Jungfrau Grand Hotel & Spa
Le Victoria-Jungfrau Grand Hotel & Spa est un hôtel cinq étoiles situé dans la ville d'Interlaken dans le canton de Berne en Suisse. 
Construit en 1866 , il se nomme alors "Hôtel Victoria" comme la reine Victoria par rapport au grand nombre de touristes anglais de la ville à cette époque. L'hôtel devient le "Grand Hôtel Victoria-Jungfrau" en 1898.